# Zelly i ja
Zelly i ja – amerykański film obyczajowy z 1988 roku.

## Główne role
- Alexandra Johnes – Phoebe
- Isabella Rossellini – Mademoiselle Zelly
- Glynis Johns – Co-Co
- Kaiulani Lee – Nora
- David Lynch – Willie
- Joe Morton – Earl
- Courtney Vickery – Dora
- Lindsay Dickon – Kitty
- Jason McCall – Alexander
- Aaron Boone – David

## Fabuła
Phoebe po śmierci rodziców trafiła pod opiekę swojej bogatej babki w Virginii. Nie radzi sobie w nowych warunkach. Jedyna osoba, która jest dla niej życzliwa to francuska guwernantka Zelly. Stara się jej pomóc i chronić przed babką. Ta z kolei wyrzuca Zelly z pracy. Wówczas prosi ona o pomoc zakochanego w niej sąsiada Williego.